# Lepidodactylus balioburius
Lepidodactylus balioburius is een hagedis uit de familie gekko's (Gekkonidae).

## Naam en indeling
De wetenschappelijke naam van de soort werd voor het eerst voorgesteld door Hidetoshi Ota en Ronald Ian Crombie in 1989. De soort werd ontdekt op het eiland Batan in de Batanes, de meest noordelijke archipel van de Filipijnen.
De soortaanduiding balioburius is afgeleid van de Latijnse woorden balius (bruin) en burius (beest).

## Uiterlijke kenmerken
Het is een relatief kleine hagedis die en kopromplengte bereikt van 27 tot 35 millimeter bij mannetjes en 33,5 tot 39 mm bij wijfjes.

## Verspreiding en habitat
De soort komt voor in delen van Azië en leeft endemisch in de Filipijnen. Het is een algemeen voorkomende soort op de eilanden Batan en Itbayat. De habitat bestaat uit vochtige tropische en subtropische laaglandbossen. De hagedis vertoeft overdag vaak onder loszittende boomschors. Ook in door de mens aangepaste streken zoals akkers, weilanden, plantages, landelijke tuinen, stedelijke gebieden en aangetaste bossen kan de hagedis worden gevonden. De soort is aangetroffen van zeeniveau tot op een hoogte van ongeveer 750 meter boven zeeniveau.

## Beschermingsstatus
Door de internationale natuurbeschermingsorganisatie IUCN is de beschermingsstatus 'veilig' toegewezen (Least Concern of LC).